# 奇姆贝尔
奇姆贝尔（Chimbel），是印度果阿邦North Goa县的一个城镇。总人口11983（2001年）。

## 人口
该地2001年总人口11983人，其中男性6063人，女性5920人；0—6岁人口1702人，其中男877人，女825人；识字率60.79%，其中男性为67.06%，女性为54.38%。